# Чемпионат Европы по дзюдо в абсолютной категории 2007
Чемпионат Европы по дзюдо 2007 года в абсолютной весовой категории прошёл 1 декабря в Варшаве (Польша).

## Медалисты
| Дисциплины | Золото                      | Серебро                  | Бронза                                             |
| ---------- | --------------------------- | ------------------------ | -------------------------------------------------- |
| Мужчины    | Александр Михайлин · Россия | Игорь Макаров · Беларусь | Мартин Падар · Эстония Пржемыслав Матяшек · Польша |
| Женщины    | Елена Иващенко · Россия     | Анаид Мхитарян · Россия  | Кайра Сайит · Франция Малгожата Горницкая · Польша |